# Panorpa aculeata
Panorpa aculeata är en näbbsländeart som beskrevs av George W. Byers 2001. Panorpa aculeata ingår i släktet Panorpa och familjen skorpionsländor. Inga underarter finns listade i Catalogue of Life.